# هرکسهایم بای لانداو/پفالتس
هرکسهایم بای لانداو/پفالتس (به آلمانی: Herxheim bei Landau/Pfalz) یک شهر در آلمان است که در زودلیشه واینشتراسه واقع شده‌است. هرکسهایم بای لانداو/پفالتس ۱۰٬۴۵۲ نفر جمعیت دارد.

## خواهرخوانده
شهرهای Saint-Apollinaire و ایلفراکم خواهرخوانده‌های هرکسهایم بای لانداو/پفالتس هستند.